# Ель-Гарія-еш-Шаркія
Ель-Гарія-еш-Шаркія (англ. al-Ghariyah al-Sharqiyah, араб. الغارية الشرقية) — поселення в Сирії, що об'єднує друзьку спільноту в нохії Хірбет-Газале, яка входить до складу мінтаки Дар'а в південній сирійській мухафазі Дар'а.